# Darshofen
Darshofen est un village agricole qui fait partie de la ville de Parsberg dans le Haut-Palatinat (arrondissement de Neumarkt in der Oberpfalz), en Bavière.
La population du village est de 349 habitants.